# ダッカ管区
ダッカ管区（ダッカかんく, ベンガル語: ঢাকা বিভাগ）は、バングラデシュの最高の地方行政区域である管区の一つ。首都・ダッカを擁する。

## 地理
管区南部の一部がブラマプトラ川を跨いでいる。2015年に北部がマイメンシン管区として分離した。
ガンジス川のデルタ地帯に位置する。管区内の主要河川は、パドマ川（ガンジス川）、ジャムナ川、メグナ川、古ブラマプトラ川、シタラクシャ川、ブラマプトラ川、ブリガンガ川、アリエル・カーン川である。ガロ丘陵がミメンシング地方に位置する。

## 行政区画
1. ダッカ県
2. ファリドプル県（英語版）
3. ガジプル県（英語版）
4. ゴパルガンジュ県（英語版）
5. ジャマルプル県（英語版）
6. キショレガンジュ県（英語版）
7. マダリプル県（英語版）
8. マニクガンジュ県（英語版）
9. ムンシガンジュ県（英語版）
10. ミメンシング県（英語版）
11. ナラヤンガンジュ県（英語版）
12. ナルシングディ県（英語版）
13. ネトラコタ県（英語版）
14. ラジバリ県（英語版）
15. シャリアトプル県（英語版）
16. シェルプル県（英語版）
17. タンガイル県（英語版）

## 人口動態
人口3867万8000人で、国内でも人口密度の高い管区である。宗教構成は、イスラム教徒 89.51%、ヒンドゥー教徒 9.64%、キリスト教徒 0.5%、仏教徒 0.03%、無神論を含む他の宗教の信徒が 0.32%である。
人口のうち、農業が38.63%、農業労働者が 15.93%、漁業が 11.99%を占める。